# Barbara Mularczyk
Barbara Mularczyk-Potocka (ur. 5 kwietnia 1984 we Wrocławiu) – polska aktorka.

## Życiorys
W dzieciństwie uczęszczała do dziecięcej sekcji aktorskiej działającej przy teatrze Kalambur we Wrocławiu. Po zakończeniu działalności teatru reaktywowano grupę, gdzie występowała w grupie teatralnej New Kalambur. Ukończyła studia na Wydziale Aktorskim Akademii Sztuk Teatralnych im. St. Wyspiańskiego we Wrocławiu (filia krakowskiej uczelni).  Popularność przyniosła jej rola Marioli Kiepskiej w serialu Świat według Kiepskich, w którym grała od początku jego nagrywania (1999) do samego końca.

## Życie prywatne
Córka aktora Jerzego Mularczyka. 17 września 2011 poślubiła Rafała Potockiego. 13 marca 2012 na świat przyszła ich córka Aleksandra. 17 maja 2016 roku urodziła syna, któremu nadano imię Jan. 

## Filmografia
- 1999–2021: Świat według Kiepskich –
  - Mariola Kiepska,
  - dama królewskiego dworu (odc. 553)[5]
- 2002: D.I.L. – sklepowa Aleksandra
- 2008: Cień (etiuda szkolna) – zakochana dziewczyna
- 2011: Pierwsza miłość – przedszkolanka Hanna (odc. 1340)
- 2024: Dzielnica strachu – Weronika Nowaczyk (odc. 238)
- 2024: Lombard. Życie pod zastaw - mama Tapika (odc.50 s.15)